# Umoja
Pour les articles homonymes, voir Umoja (homonymie).
Pour l'hominidé découvert au Tchad, voir Toumaï.

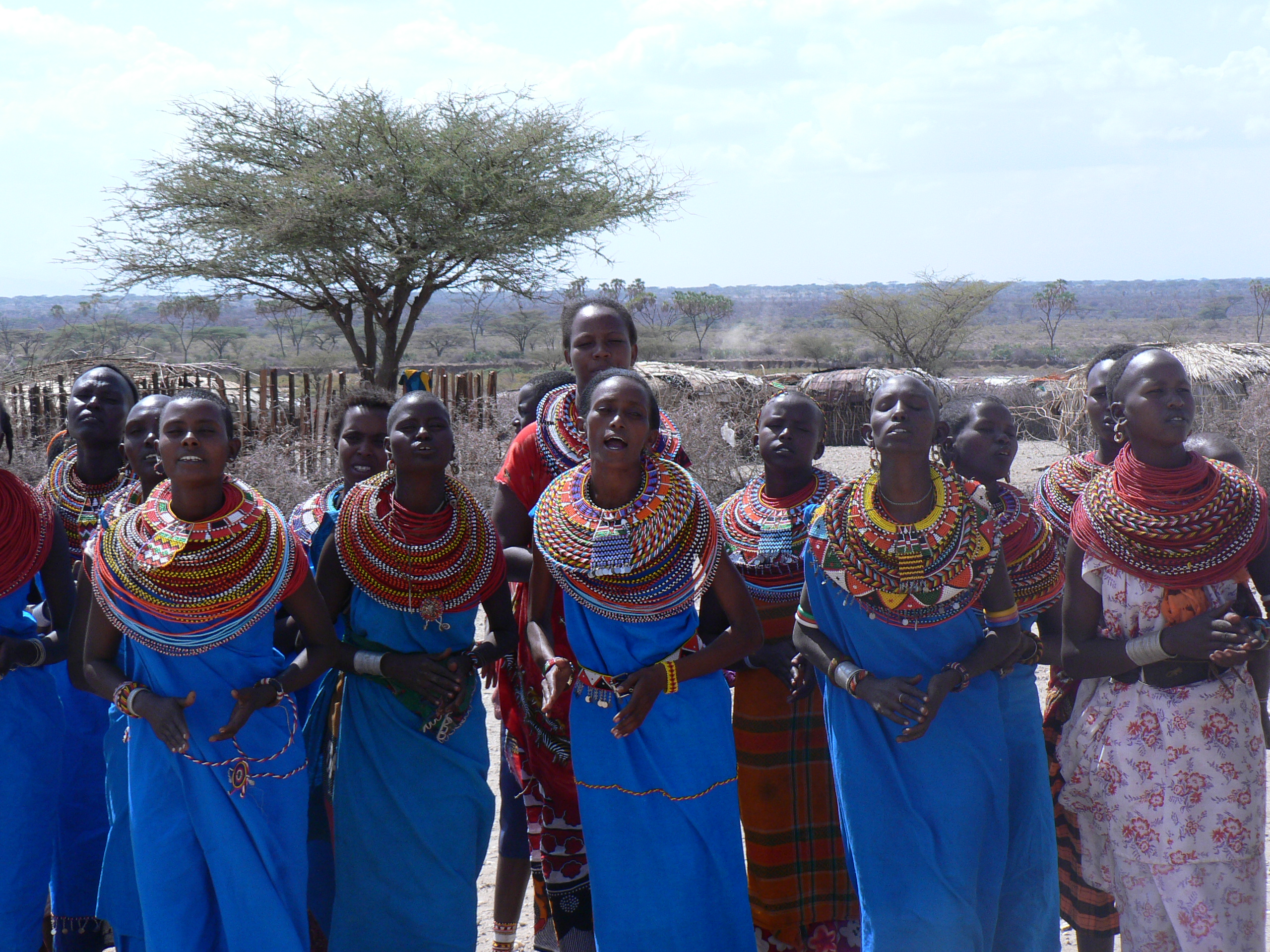
Femmes samburu

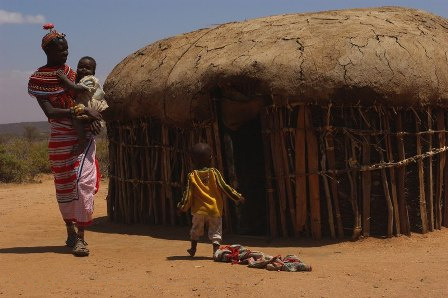
Famille à Umoja

Umoja est un village du district Samburu au Kenya dont tous les habitants adultes sont des femmes. Le village et la cause qui anime ses habitantes se sont fait connaître, et il est devenu un lieu d'hébergement touristique, mais il reste relativement méconnu au Kenya.
Umoja qui veut dire ‘unité’ en swahili.

## Géographie
Umoja est voisin du village d'Archers Post, situé dans le Nord du Kenya, à 380 kilomètres de Nairobi dans le district Samburu.

## Histoire
De 1970 à 2003, des centaines de femmes du peuple Samburu ont été violées par des soldats britanniques dans le nord du Kenya. Accusées d'avoir apporté la honte sur leur communauté , nombre d'entre elles ont été répudiées par leur mari et bannies de leur village. En 1990, une poignée d'entre elles s'unit et fonde le village d'Umoja, qui signifie « unité » en Kiswahili. Certains appellent aussi ces femmes les Tumaï, ou « espoir de vie ». Le village devient vite florissant et un refuge pour les femmes Samburu, que rejoignent des femmes ayant besoin de se reconstruire ou en quête d'indépendance. La matriarche du village est Rebecca Samaria Lolosoli. 
En 2003, Umoja comptait quarante femmes et une centaine d'enfants. Après la sècheresse de 2003 qui leur a fait perdre toutes leurs vaches, les habitantes d'Umoja se sont tournées vers l'élevage de chèvres et ont édifié, autour de leurs huttes en terre et bouses séchées, des fortifications faites en branches d'acacias afin de protéger leurs animaux et elles-mêmes, des prédateurs et des hommes.
Proche de la réserve nationale de Samburu, le camping et le centre culturel attirent de nombreux visiteurs, même si ce nombre a diminué au début de l'année 2008, à la suite des violences post-électorales.
En 2016, des habitantes de Umoja sont parties former un autre village de femmes à proximité d'Umoja, nommé Unity, une vingtaine de femmes restant vivre à Umoja. Après la fondation en 1998 du Nachami Women group c'est le deuxième village qui se forme sur le modèle d'Umoja.

## Fonctionnement
Les habitantes d'Umoja ne sont pas misandres. Les relations sexuelles existent, mais sont vécues à l'extérieur du village, les hommes n'ayant pas le droit de résider dans le village où ils ne sont tolérés qu'occasionnellement pour réaliser des travaux.
Depuis 2001, les habitantes d'Umoja s'attachent à construire une démocratie participative, 100 % féminine, pour avoir la paix, loin des lourdeurs machistes du pays. La communauté des femmes de Tumaï pratique une démocratie 100 % « participative ». Vendre une poule, acheter des cotonnades à Archers Post, la bourgade voisine, envoyer des enfants à l'école primaire... Toutes les décisions qui engagent l'ensemble des habitantes sont soumises, après débats et lors de l'assemblée générale, au vote à la majorité et à main levée.
Les revenus tirés de l'artisanat et du tourisme soutiennent la communauté et ont permis la scolarisation de leurs enfants comme de ceux des villages avoisinants. Umoja subit fréquemment des attaques d'hommes jugeant ce village non conforme à la morale et aux traditions locales, voire provocateur. En plus de susciter la jalousie de par la viabilité économique de leur communauté, les habitantes d'Umoja s'opposent à la coutume traditionnelle en refusant la pratique de l'excision et les mariages précoces de leurs filles,. En 2005, une femme a été assassinée dans le village à la suite de quoi les habitantes ont recruté trois hommes pour les protéger.